# Клос
Клос (на албански: Klos) e град в Албания. Населението му е 7873 жители (2011 г.). Намира се в часова зона UTC+1. Пощенският му код е 8002, а телефонния 0287. МПС кодът му е MT.